# Münsingen BE
| BE ist das Kürzel für den Kanton Bern in der Schweiz. Es wird verwendet, um Verwechslungen mit anderen Einträgen des Namens Münsingen zu vermeiden. |

Münsingen  (französisch Munisenges, berndeutsch Münsige) ist eine politische Gemeinde im Verwaltungskreis Bern-Mittelland des Kantons Bern in der Schweiz. Die Gemeinde liegt zwischen den Städten Bern und Thun im Aaretal. Das ursprüngliche Dorf besass zwei Kerne: das Vorderdorf (bäuerlich-gewerbliche Siedlung ausgangs des Mühletals) und das Hinterdorf mit Kirche, Pfarrhaus und den beiden alten Wirtshäusern «Bären» und «Löwen».

## Geschichte

Ansicht auf Münsingen von Westen (1911)

Luftbild aus 400 m von Walter Mittelholzer (1925)

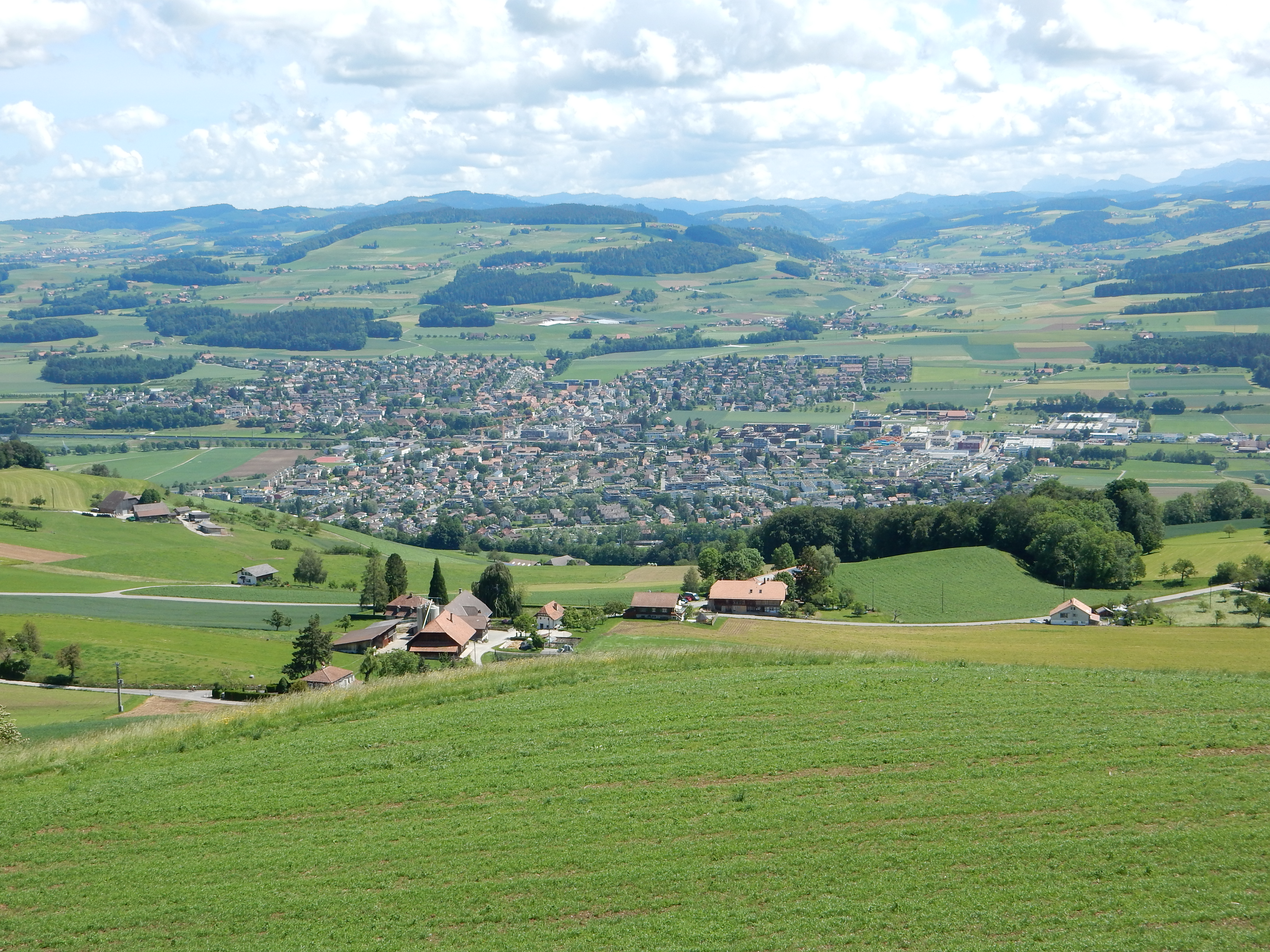
Münsingen vom Chutzen (Belpberg) aus gesehen

Münsingen entstand aus einem keltischen Dorf, welches 400 v. Chr. an dieser Stelle angesiedelt war. 1904 wurde beim Kiesabbau das Gräberfeld von Münsingen-Rain aus der Latènezeit entdeckt. Aus römischer Zeit stammen verschiedene Mauerreste. 1941 wurde südlich der Kirche ein Badegebäude mit Wandmalereien und Mosaikfussboden (Fische und Oceanus-Kopf) ausgegraben, das ungefähr auf das Jahr 200 n. Chr. datiert wird. Das Badehaus gehörte wohl zu einem römischen Gutshof.
Die Herkunft des heutigen Ortsnamens ist nicht ganz geklärt, wird jedoch den Alemannen zugesprochen. Erstmals erwähnt wurde der Ort in den Jahren zwischen 993 und 1010 in der Form Munisinga. Damals übergab König Rudolf III. von Burgund den Königshof Münsingen dem Pfalzgrafen Kuno zu Lehen. Aus dem Nachlass der Zähringer gelangte er an die Grafen von Kyburg (1218 Aussteuer Hartmann IV. von Kyburg), die vor 1223 ihre Dienstleute Senn von Münsingen mit der Herrschaft belehnten. Die letzte Erbin der Senn verkaufte diese mit den Dörfern Münsingen, Niederwichtrach, Tägertschi, Rubigen, Ursellen und Ämligen 1377 an Bernburger (von Buch, Niesso, später von Stein, Büren). 
Bis 1033 gehörte Münsingen zum Königreich Hochburgund. Im 13. und 14. Jahrhundert unterstand Münsingen der Herrschaft der Ritter Senn, von welchen das heutige Gemeindewappen stammt. Deren bekanntester Vertreter war der Basler Bischof Johann Senn von Münsingen († 1365), in dessen Amtszeit u. a. das Erdbeben von Basel (1356) Stadt und Umgebung stark beschädigte.
1406 kaufte die Stadt Bern von den Grafen Berchtold und Egon von Neu-Kyburg die Rechte der Landgrafschaft Burgund. Damit kam Münsingen unter die Oberhoheit der Stadt. Bern teilte das Gebiet links und rechts der Aare in vier Landgerichte ein, die Landgerichte Sternenberg, Zollikofen, Konolfingen und Seftigen. Münsingen gehörte zum Landgericht Konolfingen. Manche Grundbesitzer, die Ausburger von Bern wurden, besassen immer noch die Hohe Gerichtsbarkeit, den Blutbann, so auch in Münsingen. Bern suchte nach und nach die Hohe Gerichtsbarkeit in solchen Herrschaften zu erwerben. Aus diesem Bestreben der Stadt, sich den Blutbann anzueignen, und aus der Weigerung der Herrschaftsherren, dieses Recht und andere Rechte sich entreissen zu lassen, erwuchs der Twingherrenstreit. Damals (1470) ging die Hohe Gerichtsbarkeit von Münsingen an die Stadt Bern über.
Als wichtiger Versammlungsort machte Münsingen im 19. Jahrhundert während des Demokratisierungsprozesses im Kanton Bern Geschichte, so mit der Volksversammlung vom 10. Januar 1831 in der Kirche Münsingen, in der die Versammlung die Einberufung eines Verfassungsrates zur Schaffung einer neuen liberalen Kantonsverfassung verlangte. Dieser Entschluss hatte die Abdankung der patrizischen Restaurationsregierung und die Bildung einer liberalen Regierung zur Folge.
1895 wurde in Münsingen eine kantonale «Irrenanstalt» gegründet, die heute Psychiatriezentrum Münsingen heisst. Bekanntester Insasse war der Schweizer Schriftsteller Friedrich Glauser, der in seinen Kriminalromanen, u. a. Matto regiert, die psychiatrischen Verhältnisse der 1920er Jahre literarisch verarbeitete.
2012 wurde die Eingemeindung der Gemeinde Trimstein per 1. Januar 2013 in die Gemeinde Münsingen beschlossen, per 1. Januar 2017 folgte die Gemeinde Tägertschi.

## Wirtschaft
Münsingens bedeutendstes Unternehmen ist der Büromöbelhersteller USM U. Schärer Söhne. Ausserdem hat die Wasserpumpenfirma Biral Bieri Pumpen AG in Münsingen ihren Hauptsitz. Die Firma Zweifel Chips & Snacks AG betreibt einen Produktionsstandort in Münsingen.

## Verkehr

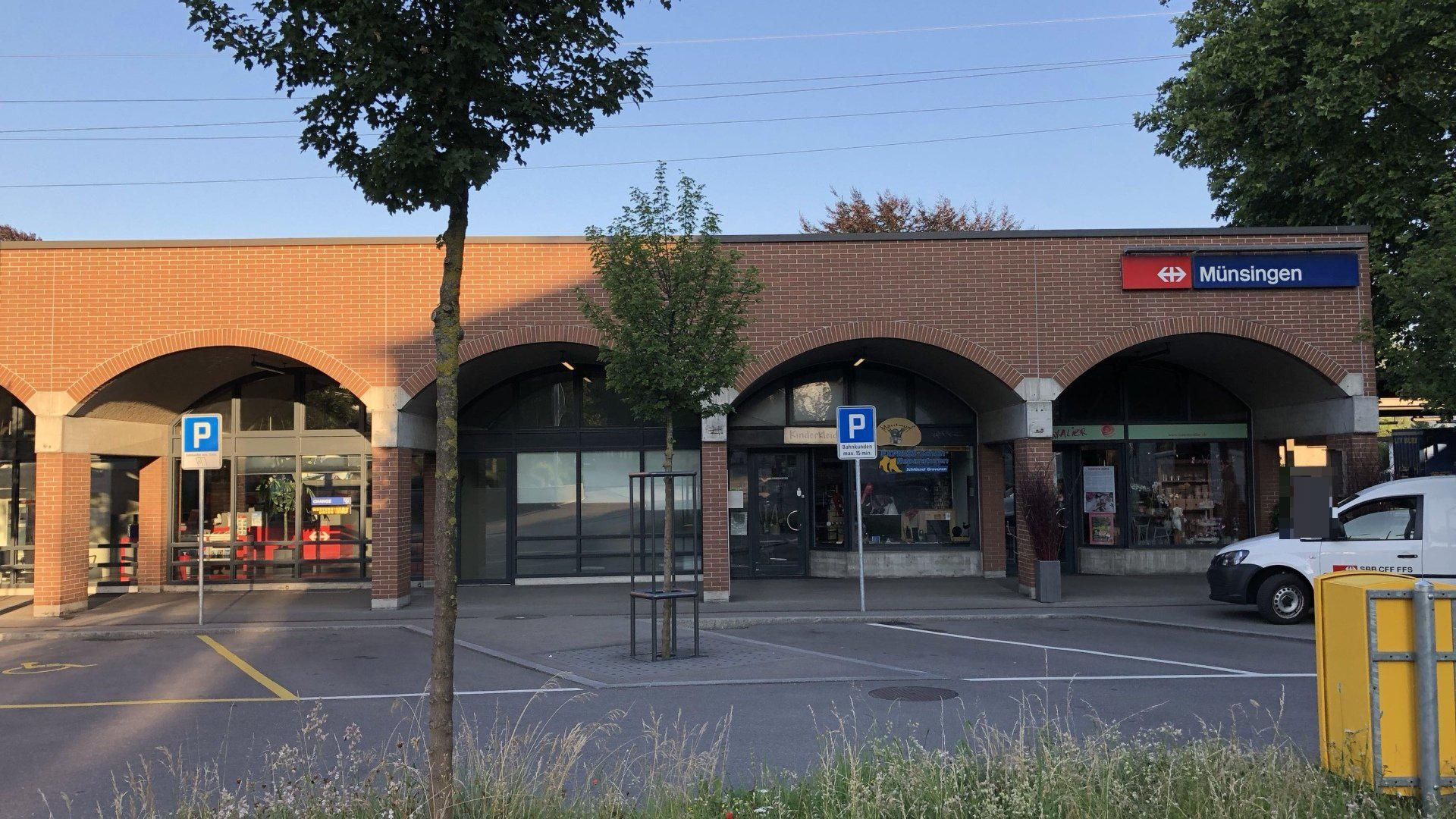
Bahnhof Münsingen

1995 startete die Gemeinde das Projekt «Veloville», das eine Sensibilisierungskampagne und Verkehrsmassnahmen zu Gunsten des Radverkehrs enthält. Im August 2022 wurde auf der Ortsdurchfahrt, ein Abschnitt der Hauptstrasse 6 (eine Kantonsstrasse), der erste Teil der künftig durchgehend durch Münsingen verlaufenden Tempo-30-Zone fertiggestellt. Im Februar 2024 begann die zweitletzte Bauetappe. Der Bauabschluss für das Gesamtprojekt ist für 2026 vorgesehen. Der Bahnhof Münsingen liegt an der Bahnstrecke Bern–Thun.

## Bevölkerung
Münsingen hatte am 31. Dezember 2023 13'113 Einwohner. Von den Bewohnern waren im Jahr 2000 92,93 Prozent deutschsprachig, 1,46 Prozent italienischsprachig und 1,07 Prozent französischsprachig. 56,6 Prozent der erwerbstätigen Einwohner sind Pendler in eine andere Gemeinde (Stand 2000).

## Schulen
In Münsingen gibt es Primarschulen, Realschulen und Sekundarschulen bis zum vorgymnasialen Unterricht.

## Gesundheitswesen
Münsingen verfügte bis Juni 2023 über ein öffentliches Spital mit 24-Stunden-Notfallversorgung. Es gehörte zur Insel Gruppe und wurde per Ende Juni 2023 geschlossen.
In Münsingen ist das Psychiatriezentrum PZM beheimatet, in welchem psychisch kranke Erwachsene behandelt werden.

## Politik
- Grüne: 5
- SP: 6
- EVP: 3
- GLP: 6
- FDP: 3
- SVP: 6
- EDU: 1

Regiert wird Münsingen von einem siebenköpfigen Gemeinderat. Die parteipolitische Zusammensetzung für die Legislaturperiode 2022–2025 ist folgendermassen: Grüne 2, SP 2, glp 1, SVP 1, EVP 1. Gemeindepräsident ist seit 2013 Beat Moser-Moser (Grüne, Stand 2024).
Das Gemeindeparlament besteht aus 30 Sitzen. Die Grafik zeigt die Sitzverteilung nach der Wahl vom 28. November 2021.
Bei den Nationalratswahlen 2023 betrugen die Wähleranteile in Münsingen (in Klammern die Veränderung im Vergleich zu den Wahlen 2019 in Prozentpunkten): SVP 23,74 % (+0,49), SP 20,89 % (+4,33), glp 14,54 % (+2,35), Grüne 11,60 % (−4,34), Mitte 8,84 % (−1,86), FDP 7,64 % (−0,79), EVP 5,47 % (−0,09), EDU 4,19 % (+1,21), Weitere 3,10 % (−1,30).

## Sport
Die Gemeinde beherbergt einen Fussballclub, den FC Münsingen, der aktuell in der Gruppe 2 der 1. Liga der Schweiz spielt.
Der lokale Volleyballclub – VBC Münsingen – spielt mit dem Damenteam in der 1. Liga.
Vom lokalen Handballclub, HBC Münsingen, spielen Damen und Herren in der 2. Liga. In Münsingen wird auch Rollsport betrieben. Der H.C. Münsingen Wölfe ist der lokale Verein für Rollhockey und Rollkunstlauf. Der Club zählt über 100 Mitglieder und spielt mit seiner 1. Mannschaft in der 1. Liga des Schweizerischen Rollhockeyverbands. Der Verein spielt seit 2024 in der eigens errichteten Sporthalle. In Münsingen gibt es zwei Hornussergesellschaften, die Hornusser Münsingen (2. Liga) und die Hornusser Trimstein (1. Liga). 

## Sehenswürdigkeiten
- Reformierte Kirche Münsingen BE
- Schloss Münsingen
- Psychiatriezentrum Münsingen
- Solar-Kunstwerk Sonnensegel[18]

## Partnergemeinden
Mit der folgenden Stadt unterhält Münsingen eine offizielle Gemeindepartnerschaft.
- Humpolec, Tschechien

Die Gemeinde Münsingen unterhält auf politischer und Vereinsebene freundschaftliche Beziehungen zum gleichnamigen Münsingen im Landkreis Reutlingen in Baden-Württemberg in Deutschland. Ausserdem beteiligt sie sich seit 1991 an der Finanzierung von Hilfsprojekten in der Gemeinde Ambohimahavelona in Madagaskar.

## Persönlichkeiten
- Carl Ludwig Lory (1838–1909), Schweizer Handelsunternehmer und Stifter
- Werner Gutmann (1914–2002), Prokurist, Schriftsteller und Hörspiel-Autor in Berndeutsch
- Franz Escher (1921–1990), Mediziner und Hochschullehrer, geboren in Münsingen
- Christian Müller (1921–2013), Psychiater, geboren in Münsingen
- Albert Kündig (* 1937), emeritierter ETH-Professor und Lokalhistoriker, lebt in Münsingen
- Claudio Knöpfli (* 1954), Kunstmaler und Plastiker
- Antonio Bauen (* 1958), Gemeinderat und Grossrat (Grüne)
- Matthias Zeindler (* 1958), evangelischer Theologe
- Heinz Karrer (* 1959), Manager und ehemaliger Handballspieler, lebt in Münsingen
- Lorenz Spring (* 1964), Steinbildhauer und Kunstmaler, lebt in Münsingen
- Peter von Allmen (* 1978), Skilangläufer, geboren in Münsingen
- Simone Niggli-Luder (* 1978), Orientierungsläuferin, lebt in Münsingen
- Roman Bürki (* 1990), Torhüter von Borussia Dortmund und der Schweizer Fussballnationalmannschaft, geboren in Münsingen
- Patric Niederhauser (* 1991), Autorennfahrer, geboren in Münsingen
- Michael Frey (* 1994), Fussballspieler, geboren in Münsingen
- Dominic Stricker (* 2002), Tennisspieler
- Medon Berisha (* 2003), albanisch-kosovarischer Fußballspieler